# TortoiseHg
Pour les articles homonymes, voir Tortoise (homonymie).
TortoiseHg est un client du logiciel de gestion de versions Mercurial implémenté comme une extension de l'Explorateur Windows et de Nautilus. Un portage pour Mac OS X est en préparation.
Le client sous-jacent (hgtk) peut être utilisé en ligne de commande.

## Fonctionnalités
- Exploration d'un repository
- Interface de commit
- Outils de diff et de merge visuels
- Data mining dans le contenu d'un repository
- Synchronisation de repository
- IHM de paramétrage de Mercurial

TortoiseHg est un logiciel gratuit proposé en licence GNU General Public License.